# 董守义
董守義（1895年11月20日—1978年6月13日），男，直隶（今河北）蠡縣人，中國體育界人士。

## 生平
1907年就讀於保定公理會辦的同仁學堂，即開始接觸並熱愛籃球運動。1910年進入通縣協和書院，獲選為籃球校隊隊長。大學畢業後任職於天津青年會體育部，並兼南開學校體育教員，訓練出聞名的「南開五虎」等籃球名將。1923年赴美國麻州斯普林菲爾德學院體育系進修，1925年回國後擔任天津青年會體育部主任。1930年起先後在北平師範大學、北平民國大學、北平女子文理學院、西北聯合大學、浙江大學等學校擔任教授，並兼任華北體育聯合會理事、中華全國體育協進會總幹事、教育部體育委員會常委等職。1936年以籃球隊教練身份參加第11屆奧運會，1947年在斯德哥爾摩德國際奧委會第41次會議上，當選為國際奧林匹克委員會委員。1948年擔任中國參加第14屆倫敦奧運會代表團總幹事。
1949年中華人民共和國成立以後，他繼續在西北師院任教，先後擔任中華全國體育總會副主席、中國籃球協會主席、國家體委運動技術委員會主任，運動司副司長等職。
1978年6月13日董守義因患癌症逝世於北京。

## 著作
- 《籃球術》
- 《田徑賽術》
- 《最新籃球術》
- 《籃球訓練法》
- 《足球術》
- 《國際奧林匹克》